# Microconomma armatipes
Microconomma armatipes is een hooiwagen uit de infraorde Grassatores